# Алекс Тајус
Александер Трент Тајус (енгл. Alexander Trent Tyus; Сент Луис, Мисури, 8. јануар 1988) амерички је кошаркаш. Игра на позицијама крилног центра и центра. Као натурализовани кошаркаш наступао је за репрезентацију Израела.

## Биографија
Колеџ кошарку играо је на Универзитету Флориде за екипу Флорида гејторса у периоду од 2007. до 2011. године. На НБА драфту 2011. није изабран. 
Сезону 2011/12. провео је у израелском Макаби Ашдоду. У сезони 2012/13. играо је за италијански Канту, са којим је освојио Суперкуп Италије за 2012. годину, а учествовао је и на ол-стар утакмици италијанског првенства. 
У јулу 2013. вратио се у Израел и наредне две сезоне бранио је боје Макабија из Тел Авива. Са Макабијем је освојио Евролигу 2013/14. Европском трофеју 2014. додао је и титуле у израелском првенству и купу, те је тако заокружио триплу круну. Сезона 2014/15. је за Макаби била знатно неуспешнија и освојен је само трофеј у националном купу.
Сезону 2015/16. Тајус је провео у екипи Анадолу Ефеса, а наредну је био члан Галатасараја. Од јуна 2017. поново је постао играч Макабија из Тел Авива. У дресу Макабија је у наредне две сезоне освојио још две титуле првака Израела. У сезони 2019/20. био је играч УНИКС-а. Сезону 2020/21. почео је у Галатасарају, али је почетком 2021. прешао у Реал Мадрид.
Са репрезентацијом Израела наступао је на Европском првенству 2013.

## Успеси

### Клупски
- Канту:
  - Суперкуп Италије (1): 2012.

- Макаби Тел Авив:
  - Евролига (1): 2013/14.
  - Првенство Израела (3): 2013/14, 2017/18, 2018/19.
  - Куп Израела (2): 2014, 2015.
  - Лига куп Израела (2): 2013, 2017.

- Анадолу Ефес:
  - Суперкуп Турске (1): 2015.

- Асвел:
  - Куп лидера (1): 2023.

- Хапоел Јерусалим:
  - Куп Израела (1): 2024.

### Појединачни
- Најкориснији играч месеца Евролиге (2): 2013/14. (1), 2018/19. (1)
- Најкориснији играч финала Првенства Израела (1): 2017/18.
- Учесник ол-стар утакмице Серије А Италије (1): 2013.